# Смољани (Прилеп)
Смољани (мкд. Смољани) су насеље у Северној Македонији, у јужном делу државе. Смољани припадају општини Прилеп.

## Географија
Насеље Смољани је смештено у јужном делу Северне Македоније. Од најближег већег града, Прилепа, насеље је удаљено 20 km источно.
Смољани се налазе у историјској области Рајец, која обухвата слив истоимене Рајечке реке, притоке Црне реке. Источно од села уздиже се планина Дрен, а западно Селечка планина. Надморска висина насеља је приближно 550 метара.
Клима у насељу је континентална.

## Становништво
По попису становништва из 2002. године, Смољани су били без становника.
Претежно становништво у насељу били су етнички Македонци.
Већинска вероисповест у насељу било је православље.